# Giải KCFCC cho phim hay nhất
Giải KCFCC cho phim hay nhất là một giải của KCFCC dành cho một phim được bầu chọn là hay nhất trong năm. Giải này được lập từ năm 1966.

## Các phim đoạt giải

### Thập niên 1960
| Năm  | Phim                            | Đạo diễn         |
| ---- | ------------------------------- | ---------------- |
| 1966 | Who's Afraid of Virginia Woolf? | Mike Nichols     |
| 1967 | Bonnie and Clyde                | Arthur Penn      |
| 1968 | 2001: A Space Odyssey           | Stanley Kubrick  |
| 1969 | Midnight Cowboy                 | John Schlesinger |

### Thập niên 1970
| Năm  | Phim                  | Đạo diễn              |
| ---- | --------------------- | --------------------- |
| 1970 | Five Easy Pieces      | Bob Rafelson          |
| 1970 | Patton                | Franklin J. Schaffner |
| 1971 | The French Connection | William Friedkin      |
| 1972 | A Clockwork Orange    | Stanley Kubrick       |
| 1973 | American Graffiti     | George Lucas          |
| 1974 | The Conversation      | Francis Ford Coppola  |
| 1975 | Nashville             | Robert Altman         |
| 1976 | Rocky                 | John G. Avildsen      |
| 1977 | Annie Hall            | Woody Allen           |
| 1978 | Interiors             | Woody Allen           |
| 1979 | Kramer vs. Kramer     | Robert Benton         |

### Thập niên 1980
| Năm  | Phim                       | Đạo diễn         |
| ---- | -------------------------- | ---------------- |
| 1980 | Ordinary People            | Robert Redford   |
| 1981 | Raiders of the Lost Ark    | Steven Spielberg |
| 1982 | E.T. the Extra-Terrestrial | Steven Spielberg |
| 1983 | Tender Mercies             | Bruce Beresford  |
| 1983 | Terms of Endearment        | James L. Brooks  |
| 1984 | A Passage to India         | David Lean       |
| 1985 | Witness                    | Peter Weir       |
| 1986 | The Mission                | Roland Joffé     |
| 1986 | Salvador                   | Oliver Stone     |
| 1987 | Moonstruck                 | Norman Jewison   |
| 1988 | Rain Man                   | Barry Levinson   |
| 1989 | Glory                      | Edward Zwick     |

### Thập niên 1990
| Năm  | Phim                       | Đạo diễn          |
| ---- | -------------------------- | ----------------- |
| 1990 | Goodfellas                 | Martin Scorsese   |
| 1991 | The Silence of the Lambs   | Jonathan Demme    |
| 1992 | The Player                 | Robert Altman     |
| 1992 | Unforgiven                 | Clint Eastwood    |
| 1993 | Schindler's List           | Steven Spielberg  |
| 1994 | Pulp Fiction               | Quentin Tarantino |
| 1995 | Apollo 13                  | Ron Howard        |
| 1996 | The People vs. Larry Flynt | Milos Forman      |
| 1997 | Titanic                    | James Cameron     |
| 1998 | Saving Private Ryan        | Steven Spielberg  |
| 1999 | American Beauty            | Sam Mendes        |

### Thập niên 2000
| Năm  | Phim                                              | Đạo diễn             |
| ---- | ------------------------------------------------- | -------------------- |
| 2000 | Traffic                                           | Steven Soderbergh    |
| 2001 | The Lord of the Rings: The Fellowship of the Ring | Peter Jackson        |
| 2002 | About Schmidt                                     | Alexander Payne      |
| 2003 | The Lord of the Rings: The Return of the King     | Peter Jackson        |
| 2004 | Million Dollar Baby                               | Clint Eastwood       |
| 2005 | München                                           | Steven Spielberg     |
| 2006 | United 93                                         | Paul Greengrass      |
| 2007 | There Will Be Blood                               | Paul Thomas Anderson |
| 2008 | Slumdog Millionaire                               | Danny Boyle          |

Bản mẫu:KCFCC Awards Chron